# Mbacké (Département)

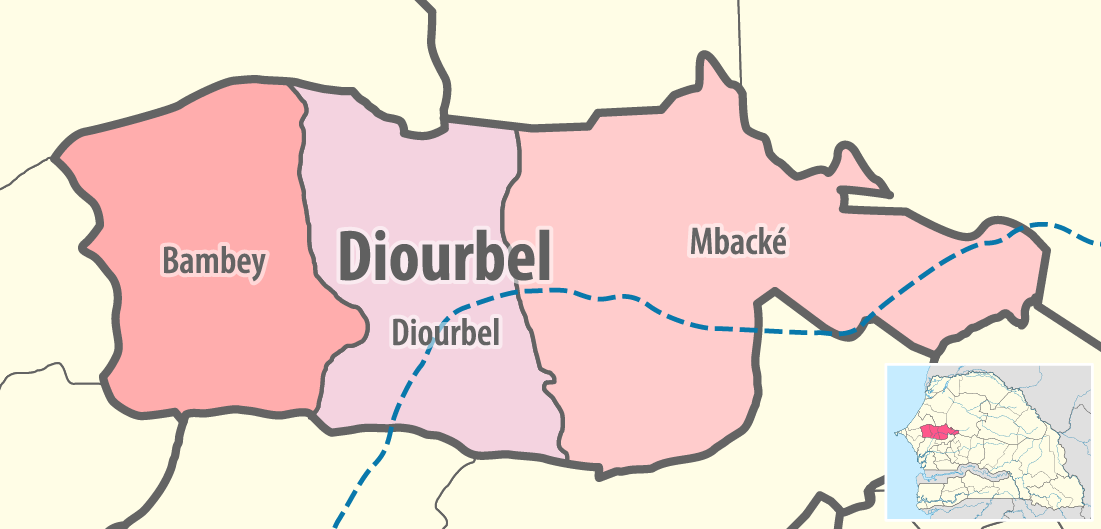
Département Mbacké in der Region Diourbel

Das Département Mbacké mit der Hauptstadt Mbacké ist eines von 45 Départements, in die der Senegal, und eines von drei Départements, in die die Region Diourbel gegliedert ist. Es liegt im Osten der Region im Zentrum des westlichen Senegal.
Das Département hat eine Fläche von 2243 km² und gliedert sich wie folgt in Arrondissements, Kommunen (Communes) und Landgemeinden (Communautés rurales):
| Commune / Arrondissement | Communauté rurale        | Einwohner 2013 |
| Mbacké                   | —                        | 77.256         |
| Kael                     | Dendeye Gouye Gui        | 5.370          |
| Kael                     | Darou Salam Typ          | 5.522          |
| Kael                     | Kael                     | 5.413          |
| Kael                     | Madina                   | 5.630          |
| Kael                     | Ndioumane Taïba Thiékène | 4.223          |
| Kael                     | Touba Mboul              | 10.157         |
| Kael                     | Darou Nahim              | 2.358          |
| Kael                     | Taiba Thiékène           | 1.738          |
| Ndame                    | Dalla Ngabou             | 8.600          |
| Ndame                    | Missirah                 | 6.967          |
| Ndame                    | Nghaye                   | 4.746          |
| Ndame                    | Touba Fall               | 6.114          |
| Ndame                    | Touba Mosquée            | 753.313        |
| Taif                     | Sadio                    | 17.570         |
| Taif                     | Taif                     | 14.788         |
| Département              | —                        | 929.764        |

Die Tabelle zeigt, dass sich die große Einwohnerzahl des Départements in der Pilgermetropole Touba, hier als Communauté rurale Touba Mosquée gelistet, und in der baulich mit ihr zusammengewachsenen Präfektur Mbacké konzentriert. Abseits davon leben im Département kaum 100.000 Menschen.